# Tramwaje w Waterloo
Tramwaje w Waterloo − zlikwidowany system komunikacji tramwajowej w Waterloo w Stanach Zjednoczonych, działający w latach 1897 − 1958.

## Historia

### Tramwaje miejskie
Tramwaje konne w Waterloo uruchomiono 14 grudnia 1897. Linia o szerokości toru 914 mm połączyła dwie stacje kolejowe. W 1891 uruchomiono pierwsze tramwaje elektryczne, które kursowały po torach o szerokości 1435 mm. W 1907 w zajezdni wybuchł pożar w wyniku którego spaliło się 6 wagonów. Do czasu dostarczenia nowych wypożyczono tramwaje z Des Moines. W 1932 zakupiono jeden używany wagon z Dubuque. W 1936 zlikwidowano większość sieci pozostawiając jedynie linię tramwajową do Linden, którą zlikwidowano w sierpniu 1939. 

### Tramwaje podmiejskie
Pierwszą linię podmiejską z Waterloo do Cedar Falls otwarto w 1897. Linia ta miała 13 km długości. W 1901 rozpoczęto budowę linii tramwajowej do Waverly, której nigdy nie zelektryfikowano i kursowały na niej od 1910 tramwaje parowe. W latach 1912−1914 budowano 97 km linię do Cedar Rapids. W latach 30. XX w. ograniczono kursowanie tramwajów na tej linii. Ograniczono kursowanie tramwajów także na linii do Waverly, która po 1951 była obsługiwana tylko w dni wolne. 31 października 1954 w zajezdni wybuchł pożar. Linię do Waverly zlikwidowano 19 lutego 1956. Ostatnią linię, do Cedar Falls zlikwidowano 31 lipca 1958. 